# Критическое мышление
Критическое мышление (англ. critical thinking) — система суждений, которая используется для анализа вещей с критической точки зрения и событий с формулированием обоснованных выводов и позволяет выносить обоснованные оценки, интерпретации, а также корректно применять полученные результаты к ситуациям и проблемам. В общем значении под критическим мышлением подразумевается мышление более высокого уровня, чем мышление докритическое.
Существует мнение, что переход к критическому уровню мышления в том или ином сообществе — необходимая предпосылка для начала цивилизационного развития данного сообщества.

## Определение
В узком смысле критическое мышление означает «корректную оценку утверждений». Также характеризуется как «мышление о мышлении». Одно из распространённых определений — «разумное рефлексивное мышление, направленное на принятие решения, чему доверять и что делать». Более подробное определение — «интеллектуально упорядоченный процесс активного и умелого анализа, концептуализации, применения, синтезирования и/или оценки информации, полученной или порождённой наблюдением, опытом, размышлением или коммуникацией, как ориентир для убеждения и действия».
Сам термин «критическое мышление» берет свое начало у философа Дж. Дьюи, который чаще всего использовал термин как «рефлективное мышление»: «активное, последовательное и осторожное рассмотрение любого убеждения или предполагаемой формы знания в свете оснований, которые поддерживают его и следствия, к которым оно приводит».
Для дополнительного прояснения вопроса о том, что такое критическое мышление, Ричард Пол (1995) предложил подразделение критического мышления на слабое и сильное. Он определяет критическое мышление в слабом смысле как мышление высококвалифицированного, но имеющего эгоистичную мотивацию псевдоинтеллектуала, занятого собственным благом и всерьёз не думающего об этических последствиях своих действий. Носитель такого мышления часто высоко образован, но применяет свои знания для следования несправедливым и эгоистичным целям. С другой стороны, критическое мышление в сильном смысле — мышление личности, проникающей в логику проблем с целью их объективного изучения без эгоцентрического или социоцентрического уклона. В этом смысле критическое мышление направлено на чистосердечное преодоление препятствий на пути к истине.
Психолог Дайана Халперн (англ. Diane F. Halpern) рассматривает критическое мышление как использование таких методов познания, которые отличаются контролируемостью, обоснованностью и целенаправленностью, увеличивают вероятность получения желаемого конечного результата. Эти методы используются при решении задач, формулировании выводов, вероятностной оценке и принятии решений и требуют навыков, которые обоснованы и эффективны для конкретной ситуации и типа решаемой задачи. Она дополнительно указывает, что для критического мышления характерно построение логических умозаключений, создание согласованных между собой логических моделей и принятие обоснованных решений, касающихся того, отклонить какое-либо суждение, согласиться с ним или временно отложить его рассмотрение. Все эти определения подразумевают психическую активность, которая должна быть направлена на решение конкретной когнитивной задачи.

## Состав
Набор ключевых навыков, необходимых для критического мышления, включает в себя наблюдательность, способность к интерпретации, анализу, выведению заключений, способность давать оценки. Критическое мышление применяет логику, а также опирается на метазнание и широкие критерии интеллектуальности, такие как ясность, правдоподобие, точность, значимость, глубина, кругозор и справедливость.
Творческое воображение, ценностные установки и в меньшей степени выраженная эмоциональность также являются составными частями критического мышления:40.
Один из современных исследователей Р. Эннис в качестве основных и наиболее важных диспозиций, то есть установок, идеального критического мыслителя называет следующие:
- ясно выражаться;
- искать основания;
- стараться быть хорошо информированным;
- искать альтернативы;
- обладать открытостью ума;
- воздержаться от суждения при недостаточности оснований и т. п.

Также различают два основных компонента критического мышления:
1. внутренние качества (искать основания для своих убеждений, быть любознательным, быть готовым бросить вызов авторитету, демонстрировать интеллектуальную автономию);
2. навыки и умения (выявление аргументов, оценка аргументов, оценка убеждений, предложение альтернатив, выстраивание выводов, умение распознавать софизмы и бороться с когнитивными искажениями).

Существуют подходы к исследованию критического мышления, которые также можно разделить на две группы:
1. те, которые исследуют интеллектуально «правильные» и «неправильные» доксастические установки (эпистемология и философия образования);
2. те, которые исследуют интеллектуальные умения и навыки, характерные для критически мыслящего человека (логика, теория аргументации, психология).

Таким образом, критическое мышление представляет собой междисциплинарное направление исследований, которое включает в себя часть философии, логики, педагогики и психологии. Сам же Дж. Дьюи часто цитировал классических философов, так как именно в истории философии мы находим образцы критического мышления и специальные трактаты, посвященные усовершенствованию нашего мышления. Дело в том, что философия представляет собой не что иное, как смену «исследовательских программ». Бессмысленно задавать вопрос «что такое мышление?» вне контекста различных исследовательских программ, которые в разное время предлагались теми или иными мыслителями.

## Определения
Традиционно критическое мышление определяется по-разному:
- «Процесс активного и умелого осмысления, применения, анализа, синтеза и оценки информации для достижения ответа или вывода»[11]
- «Дисциплинированное мышление, ясное, рациональное, непредвзятое и подтвержденное доказательствами»[11]
- «Целенаправленное суждение саморегулирование, которое приводит к интерпретации, анализу, оценке и умозаключениям, а также к объяснению доказательных, концептуальных, методологических, критериологических или контекстуальных соображений, на основании которых это суждение на основе»[12]
- «Включает в себя обязательство использовать разум при формулировании наших убеждений»[13]
- Навыки и склонность к деятельности с рефлексивным скептицизмом (McPeck, 1981)[14]
- Думать о своем мышлении таким образом, чтобы организовать и прояснить, повысить эффективность и распознать ошибки и предубеждения в собственном мышлении. Критическое мышление — это не «тяжелое» мышление, и оно не направлено на решение проблем (кроме «улучшения» собственного мышления). Критическое мышление направлено внутрь с целью максимизировать рациональность мыслителя. Критическое мышление не используется для решения проблем — критическое мышление используется для улучшения процесса мышления.[15]
- «Оценка, основанная на тщательной аналитической оценке»[16]
- «Критическое мышление — это тип мышления, который требует от людей рефлексии и внимательности к принятию решений, определяющих их убеждения и действия. Критическое мышление позволяет людям делать выводы с большей логикой, обрабатывать сложную информацию и смотреть с разных сторон проблемы, чтобы они могли сделать более твердые выводы»[17].
- Критическое мышление имеет семь важнейших характеристик: любознательность и любопытство, открытость к различным сторонам, способность мыслить систематически, аналитический подход, упорство в истине, уверенность в самом критическом мышлении и, наконец, зрелость[18].
- Хотя критическое мышление можно определить по-разному, есть общее согласие в его ключевом компоненте — стремлении достичь удовлетворительного результата, и это должно быть достигнуто с помощью рационального мышления и работы, ориентированной на результат. Халперн считает, что критическое мышление в первую очередь включает приобретенные способности, такие как решение проблем, расчет и успешное применение вероятностей. Это также включает в себя склонность задействовать мыслительный процесс. В последнее время Станович считал, что современные тесты на IQ вряд ли могут измерить способность критического мышления[19].
- «Критическое мышление — это, по сути, вопрошающий, стимулирующий подход к знаниям и воспринимаемой мудрости. Он включает идеи и информацию с объективной позиции, а затем подвергает сомнению эту информацию в свете наших собственных ценностей, взглядов и личной философии»[20].

1. Согласно Эннису, «критическое мышление — это интеллектуально дисциплинированный процесс активного и умелого осмысления, применения, анализа, синтеза и / или оценки информации, собранной или генерируемой посредством наблюдения, опыта, размышлений, рассуждений или общения, как руководство к вере и действию»[21]. Это определение, которое дал Эннис, полностью согласуется с Харви Сигелом[22], Питером Фасиоуном[18] и Деанной Кун.[23].
2. Согласно определению Энниса, критическое мышление требует большого внимания и работы мозга. Когда к обучению применяется подход критического мышления, он помогает мозгу учащегося лучше функционировать и по-другому понимать тексты.
3. Различные области обучения могут требовать разных типов критического мышления. Критическое мышление дает больше углов и перспектив на один и тот же материал.